# Dolná Strehová
Dolná Strehová (in ungherese Alsósztregova, in tedesco Niederstriegau) è un comune della Slovacchia facente parte del distretto di Veľký Krtíš, nella regione di Banská Bystrica.
La località è un importante e rinomato centro termale.

## Storia
Il villaggio è citato per la prima volta nel 1251 con il nome di Strigoa, come feudo della nobile famiglia locale Zterguay, originaria del posto. Successivamente passò agli Zecheny e poi, nel 1430 ai Madách. Nel 1592  e nel 1593 fu preso dai Turchi che lo saccheggiarono.
Nel villaggio sono nati il famoso poeta ungherese Imre Madách (1823 - 1864), il romanziere Ján Rimay (1570 - 1631), che scriveva in slovacco ed ungherese, e il patriota slovacco Ján Severini (1716 - 1789), di lontane origini italiane.